# Jonas Suyderhoef
Jonas Suyderhoef (Leyde, 1613 - Haarlem, 1686) est un graveur néerlandais.

## Biographie
Jonas Suyderhoef est né à Leyde,, en 1612 ou en 1613. Fils d'Andries Suyderhoef, secrétaire de Cornelius Haga, le premier ambassadeur néerlandais en Empire ottoman, il est aussi le neveu de Kenau Simonsdochter Hasselaer, héroïne populaire de la résistance néerlandaise lors du Siège de Haarlem.
Il est élève de Pieter Claesz Soutman à Haarlem

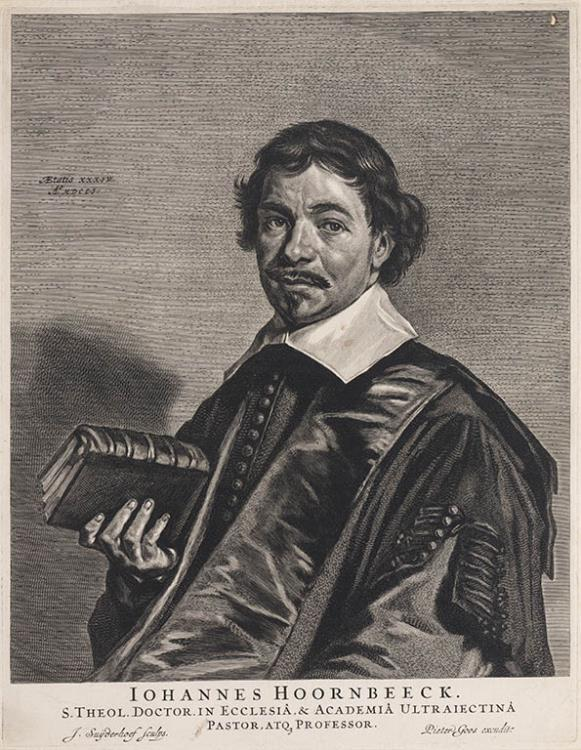
Portrait de Johannes Hoornbeeck, de Suyderhoef d'après Frans Hals (1651).

Élève du graveur dano-néerlandais Albert Haelwegh (da), il est actif de 1630 à sa mort. Principalement portraitiste, il réalise surtout des gravures de reproduction. Il est membre de la guilde de Saint-Luc de la ville.
Jonas Suyderhoef est mort dans sa ville natale en mai 1685, et enterré le 9 du mois.

#### En français
Classement par ordre chronologique :
- Encyclopédie ou Dictionnaire raisonné des sciences, des arts et des métiers, t. 16, Lausanne et Berne, 1782, 896 p. (lire en ligne), p. 539
- Louis-Mayeul Chaudon, Dictionnaire historique : ou histoire abrégée de tous les hommes qui se sont fait un nom par des talents, des vertus, des forfaits, des erreurs, etc. depuis le commencement du monde jusqu'à nos jours..., G. Le Roy, 1786 (lire en ligne), p. 227
- François-Xavier de Feller, Dictionnaire historique ou Histoire abrégée des hommes qui se sont fait un nom par le génie, les talens, ..., Fr. Lemarié, 1797 (lire en ligne)
- Jean-Pierre Baverel, Notices sur les graveurs qui nous ont laissé des estampes marquées de monogrammes, chiffres, rébus, lettres initiales, etc., avec une description de leurs plus beaux ouvrages et des planches en taille-douce, contenant toutes les marques dont ils se sont servis, t. 2, Besançon, Imprimerie de Taulin-Dessirier, 1808 (lire en ligne), p. 244-246
- Mathieu Guillaume Delvenne, Biographie du royaume des Pays-Bas : ancienne et moderne, ou Histoire abrégée, par ordre alphabétique, de la vie publique et privée des Belges et des Hollandais qui se sont fait remarquer par leurs écrits, leurs actions, leurs talens, leurs vertus, ou leurs crimes, extraite d'un grand nombre d'auteurs anciens et modernes, et augmentée de beaucoup d'articles qui ne se trouvent rapportés dans aucune biographie, t. 2, Liège, Ve. J. Desoer, 1829 (lire en ligne), p. 453

#### En anglais
Classement par ordre chronologique :
- (en) Shearjashub Spooner, A Biographical History of the Fine Arts : Being Memoirs of the Lives and Works of Eminent Painters, Engravers, Sculptors, and Architects, from the Earliest Ages to the Present Time, Alphabetically Arranged and Condensed from the Best Authorities ..., Leypoldt & Holt, 1867, 1150 p. (lire en ligne), p. 940-941
- (en) Clara Erskine Clement Waters, Painters, Sculptors, Architects, Engravers, and Their Works, J.R. Osgood, 1881 (lire en ligne), p. 681

#### En allemand
- (de) « Suyderhoff, Jonas », Thieme-Becker, vol. 32 (1938), p. 328

#### En néerlandais
- (nl) Hollstein, vol. 28 (1984), p. 201-260